# Avanture male Chihiro
Avanture male Chihiro (jap. Sen to Chihiro no Kamikakushi) je slavni i hvaljeni fantastični anime film iz 2001. godine, u režiji Hayaoa Miyazakija, kojemu je to osmi dugometražni animirani film, te njegov prvi i jedini koji je osvojio Oscara za najbolji animirani film. Radnja se odvija oko male djevojčice koja upadne u svijet duhova u kojem se zaposli u jednoj sauni. Avanture male Chihiro se nalaze i na popisu 250 najboljih filmova kinematografije web stranice IMDb.com.

## Radnja
Djevojčica Chihiro se vozi u autu sa svojim roditeljima koji zajedno s njom sele u novi grad, no putem se izgube i stižu u tajnoviti hram koji je, zapravo, svijet duhova. Tamo se njeni roditelji posluže u napuštenom restoranu i prežderu, pa za kaznu bivaju pretvoreni u svinje. Chihiro, koja nije ništa jela, nije kažnjena, te sreće dječaka Hakua koji joj savjetuje da se zaposli u svijetu duhova kako bi tamo ostala i pronašla način da spasi roditelje. Ubrzo Chihiro počinje susretati puno bizarnih likova, poput Yubabe i njene divovske bebe. Ubrzo se zaposli u nekoj sauni u kojoj se bogovi odmaraju.

## Filmska ekipa
- Režija: Hayao Miyazaki
- Glasovi: Rumi Hiiragi (Chihiro/Sen), Miyu Irino (Haku), Mari Natsuko (Yubaba/Zeniba), Takashi Naito (Chihirin otac ), Yasuko Sawaguchi (Chihirina majka) i drugi.

## Nagrade
- Osvojen Oscar za najbolji animirani film.
- Osvojen Zlatni Medvjed u Berlinu za najbolji film.
- Nominacija za BAFTA-u (najbolji strani film).
- Osvojen New York Film Critics Award (najbolji animirani film)
- Osvojena nagrada Saturn za najbolji animirani film.

## Zanimljivosti
- John Lasseter iz tvrtke Pixar je osobno nadzirao englesku sinkronizaciju filma.
- Ovo je prvi film koji je zaradio 200 milijuna $ prije nego što se počeo pokazivati u SAD-u.
- Miyazaki je Chihiro oblikovao po 10-godišnjoj kćerki svojeg prijatelja.
- Poput većine Miyazakijevih filmova, i u ovom se javlja njegov zaštitni znak letenja (Chihiro leti na zmaju Haku).
- Prvi anime koji je nominiran za Oscara.
- "Les Cahiers du cinéma" je stavio ovaj film među 10 najboljih u 2002. godini.

## Kritike
Avanture male Chihiro jedan je od rijetkih anime ostvarenja Hayaoa Miyazakija koje su dočekale premijeru na zapadu nedugo nakon premijere u svojoj domovini, Japanu, gdje je film na kino blagajnama postigao rekordne rezultate. Velik dio kritike je hvalio bizarnu priču, koja je puna referenci na bajku Alica u zemlji čudesa, zbog snovitog ugođaja no bilo je i onih kojima se film činio precijenjenim i nebuloznim, te da mnogi kritičari u njemu zbog sugestivnosti više iščitavaju ono što bi željeli vidjeti nego što zbilja postoji. U najmanju ruku i jedni i drugi imaju pravo: radi se još jednom zanimljivom ostvarenju starog anime majstora koji u radnji spaja elemente i za odrasle i za djecu.
Kritičari Carlos Ross i Jacob Churosh su na siteu THEManime.org napisali: "Ne morate biti Japanac da biste voljeli ovaj film. Ne morate biti filmski kritičar da biste voljeli ovaj film. Ne morate čak niti biti anime obožavatelj, ili imati iskustva sa prijašnjim filmovima studija Ghibli. No Avanture male Chihiro je impresionirao sve nas".
Ipak, kritičar Kain na siteu Animeacademy.com u svojoj recenziji napisao: "Ja sam željno iščekivao ovaj film skoro tri godine. Kritičar u meni je stalno pokušavao suzdržati otakua u meni, koji je vozio simbolične krugove od sreće što konačno može pogledati ne samo najkomercijalniji film svih vremena u Japanu (iako komercijala i kvaliteta nisu povezane), nego i vjerojatno posljednji film kojeg će režirati Miyazaki.  Mnogo se od ovog očekivalo. Molim vas, molim vas, ne dajte da ovo bude njegovo posljednje ostvarenje! Nemojte me krivo shvatiti; "Avanture male Chihiro" je vrlo dobar film koji bi mogao ostvariti karijere stotine mladih redatelja. Ali za jednog velikana poput Miyazakija, boli me zaključiti da nije dobio punu kontrolu da jednostavno ispusti sve što ima...Ja uvijek uživam u animeu u onoj mjeri u kojoj sam uvučen u njegov svijet. Jesam li imao dojam da sam trenutno uvučen u daleku zemlju i doživio iskustva s likovima? Ne toliko koliko bi htio da jesam".

## Sinkronizacija
- Uloge:
- Gorana Marin - Chihiro Ogino/Sen
- Ana Marija Bokor - Yubaba/Zeniba, Yuna i kućna pomoćnica
- Žana Bumber - Yuko Ogino, kućna pomoćnica i Lin
- Dora Lipovčan - Boh i kućna pomoćnica
- Filip Juričić - Haku
- Otokar Levaj - Akio Ogino, Kamaji, kućni pomoćnik, žablja brava, Aniyaku, predradnik i riječni duh
- Drago Utješanović - Bezlica, Chichiyaku, žaba, kuhar žaba i Aogareu

- Redatelj dijaloga: Otokar Levaj
- Tonska obrada: Orlando Film, Zagreb, 2005.

## Vanjske poveznice
- Avanture male Chihiro u internetskoj bazi filmova IMDb-a
- Rotten-tomatoes.com
- On line Ghibli
- Animeacademy.com  Arhivirana inačica izvorne stranice od 3. prosinca 2008. (Wayback Machine)
- T.H.E.M.anime.org recenzija